# Coppa di Zimbabwe
La Coppa di Zimbabwe (in inglese Zimbabwe Cup) è una competizione calcistica calcistico zimbabwese a eliminazione diretta, organizzata dalla Federazione calcistica dello Zimbabwe. 
Fu istituita nel 1962, quando il paese era noto come Rhodesia Meridionale, come Coppa della Rhodesia Meridionale e dal 1965 al 1980 era nota come Coppa di Rhodesia, per poi assumere la denominazione attuale nel 1981.

## Albo d'oro
| Stagione           | Vincitore                | Risultato       | Finalista            |
| Castle Cup         | Castle Cup               | Castle Cup      | Castle Cup           |
| ------------------ | ------------------------ | --------------- | -------------------- |
| 1962               | Bulawayo Rovers          | 1 - 0           | Salisbury City       |
| 1963               | Salisbury Callies        | 4 - 0           | Salisbury United     |
| 1964               | Non disputata            | Non disputata   | Non disputata        |
| 1965               | Salisbury City Wanderers |                 | Saint Paul Salisbury |
| 1966               | Mangula FC               |                 |                      |
| 1967               | Salisbury Callies        |                 |                      |
| 1968               | Arcadia United           | 4 - 1           | Dynamos Salisbury    |
| 1969               | Arcadia United           |                 |                      |
| 1970               | Wankie FC                | 6 - 2           | Salisbury Callies    |
| 1971               | Chibuku FC               |                 |                      |
| 1972               | Mangula FC               |                 |                      |
| 1973               | Wankie FC                |                 |                      |
| 1974               | Chibuku FC               |                 |                      |
| 1975               | Salisbury Callies        |                 |                      |
| 1976               | Dynamos Salisbury        | 8 - 1           | Zimbabwe Saints      |
| 1977               | Zimbabwe Saints          |                 |                      |
| 1978               | Zisco Steel FC           |                 |                      |
| 1979               | Zimbabwe Saints          |                 |                      |
| 1980               | CAPS United              |                 |                      |
| 1981               | CAPS United              |                 |                      |
| 1982               | CAPS United              |                 |                      |
| 1983               | CAPS United              |                 |                      |
| 1984               | Black Rhinos             | 4 - 1           | Gweru United         |
| 1985               | Dynamos                  |                 |                      |
| 1986               | Dynamos                  |                 |                      |
| 1987               | Zimbabwe Saints          |                 |                      |
| 1988               | Dynamos                  |                 |                      |
| 1989               | Dynamos                  |                 |                      |
| 1990               | Highlanders              |                 |                      |
| 1991               | Wankie FC                | 3 - 1           | Cranbonne Bullets    |
| 1992               | CAPS United              |                 |                      |
| 1993               | Tanganda FC              |                 |                      |
| 1994               | Blackpool FC Harare      |                 |                      |
| 1995               | Chapungu United          |                 |                      |
| 1996               | Dynamos                  |                 |                      |
| 1997               | CAPS United              | 3 - 2           | Dynamos              |
| 1998               | CAPS United              |                 |                      |
| 1999               | No disputada             | No disputada    | No disputada         |
| 2000               | No disputada             | No disputada    | No disputada         |
| 2001               | Highlanders              | 4 - 1           | Shabanie Mine        |
| 2002               | Masvingo United          | 2 - 2 (4-3 dtr) | Railstars Bulawayo   |
| 2003               | Dynamos                  | 2 - 0           | Highlanders          |
| 2004               | CAPS United              | 1 - 0           | Wankie FC            |
| 2005               | Masvingo United          | 1 - 1 (3-1 dtr) | Highlanders          |
| 2006               | Mwana Africa             | 1 - 0           | Chapungu United      |
| 2007               | Dynamos                  | 2 - 1           | Highlanders          |
| 2008               | CAPS United              | 3 - 0           | Eastern Lions Mutare |
| 2009-2010          | Non disputata            | Non disputata   | Non disputata        |
| Mbada Diamonds Cup |                          |                 |                      |
| 2011               | Dynamos                  | 1 - 0           | Motor Action         |
| 2012               | Dynamos                  | 2 - 0           | Monomotapa United    |
| 2013               | Highlanders              | 3 - 0           | How Mine             |
| Chibuku Cup        |                          |                 |                      |
| 2014               | FC Platinum              | 1 - 1 (3-1 dtr) | Harare City          |
| 2015               | Harare City              | 2 - 1           | Dynamos              |
| 2016               | Ngezi Platinum           | 3 - 1           | FC Platinum          |
| 2017               | Harare City              | 3 - 1           | How Mine             |
| 2018               | Triangle United          | 2 - 0           | Harare City          |
| 2019               | Highlanders              | 1 - 0           | Ngezi Platinum       |

## Vittorie per squadra
| Squadra                  | Città      | Vittorie | Anni vittorie                                              |
| ------------------------ | ---------- | -------- | ---------------------------------------------------------- |
| Dynamos                  | Harare     | 10       | 1976, 1985, 1986, 1988, 1989, 1996, 2003, 2007, 2011, 2012 |
| CAPS Utd                 | Harare     | 9        | 1980, 1981, 1982, 1983, 1992, 1997, 1998, 2004, 2008       |
| Highlanders              | Bulawayo   | 4        | 1990, 2001, 2013, 2019                                     |
| Hwange (Wankie FC)       | Hwange     | 3        | 1970, 1973, 1991                                           |
| Zimbabwe Saints          | Bulawayo   | 3        | 1977, 1979, 1987                                           |
| Salisbury Callies        | Salisbury  | 3        | 1963, 1967, 1975                                           |
| Mangula                  | Mangula    | 2        | 1966, 1972                                                 |
| Arcadia                  | Salisbury  | 2        | 1968, 1969                                                 |
| Chibuku Shumba           | Salisbury  | 2        | 1971, 1974                                                 |
| Masvingo United          | Masvingo   | 2        | 2002, 2005                                                 |
| Harare City              | Harare     | 2        | 2015, 2017                                                 |
| Bulawayo Rovers          | Bulawayo   | 1        | 1962                                                       |
| Salisbury City Wanderers | Salisbury  | 1        | 1965                                                       |
| Zisco Steel              | Kwekwe     | 1        | 1978                                                       |
| Black Rhinos             | Harare     | 1        | 1984                                                       |
| Tanganda                 | Mutare     | 1        | 1993                                                       |
| Blackpool                | Harare     | 1        | 1994                                                       |
| Chapungu Utd             | Gweru      | 1        | 1995                                                       |
| Mwana Africa             | Bindura    | 1        | 2006                                                       |
| Platinum                 | Zvishavane | 1        | 2014                                                       |
| Ngezi Platinum Stars     | Ngezi      | 1        | 2016                                                       |
| How Mine                 | Triangle   | 1        | 2018                                                       |